# Campionati italiani di sci alpino 2013
I Campionati italiani di sci alpino 2013 si sono svolti a Pozza di Fassa e a Passo San Pellegrino il 30 dicembre 2012 e dal 18 marzo al 4 aprile 2013. Il programma ha incluso gare di discesa libera, supergigante, slalom gigante e slalom speciale, tutte sia maschili sia femminili.
Trattandosi di competizioni valide anche ai fini del punteggio FIS, vi hanno partecipato anche sciatori di altre federazioni, senza che questo consentisse loro di concorrere al titolo nazionale italiano. 

## Risultati

### Uomini

#### Discesa libera
| Pos. | Atleta              | Nazione  | Tempo   |
| ---- | ------------------- | -------- | ------- |
| 1    | Boštjan Kline       | Slovenia | 1:14,96 |
| 2    | Paolo Pangrazzi     | Italia   | 1:15,35 |
| 3    | Siegmar Klotz       | Italia   | 1:15,37 |
| 4    | Silvano Varettoni   | Italia   | 1:15,53 |
| 5    | Michele Cortella    | Italia   | 1:15,62 |
| 6    | Luca De Aliprandini | Italia   | 1:15,69 |
| 7    | Dominik Paris       | Italia   | 1:15,79 |
| 8    | Aaron Hofer         | Italia   | 1:15,86 |
| 9    | Guglielmo Bosca     | Italia   | 1:15,92 |
| 10   | Rocco Delsante      | Italia   | 1:16,22 |

Data: 3 aprile 2013

Località: Passo San Pellegrino

Ore: 

Pista: 

Partenza: 

Arrivo: 

Dislivello: 

Tracciatore:

#### Supergigante
| Pos. | Atleta             | Nazione  | Tempo   |
| ---- | ------------------ | -------- | ------- |
| 1    | Dominik Paris      | Italia   | 1:19,62 |
| 2    | Michele Cortella   | Italia   | 1:19,94 |
| 3    | Silvano Varettoni  | Italia   | 1:19,99 |
| 4    | Vincent Kriechmayr | Austria  | 1:20,02 |
| 5    | Werner Heel        | Italia   | 1:20,27 |
| 6    | Boštjan Kline      | Slovenia | 1:20,29 |
| 7    | Bernhard Graf      | Austria  | 1:20,42 |
| 8    | Johannes Kröll     | Austria  | 1:20,50 |
| 9    | Paolo Pangrazzi    | Italia   | 1:20,56 |
| 10   | Siegmar Klotz      | Italia   | 1:20,70 |

Data: 5 aprile 2013

Località: Passo San Pellegrino

Ore: 

Pista: 

Partenza: 

Arrivo: 

Dislivello: 

Tracciatore:

#### Slalom gigante
| Pos. | Atleta              | Nazione | Tempo   |
| ---- | ------------------- | ------- | ------- |
| 1    | Davide Simoncelli   | Italia  | 1:50,43 |
| 2    | Michael Gufler      | Italia  | 1:50,79 |
| 3    | Alexander Ploner    | Italia  | 1:50,97 |
| 4    | Luca De Aliprandini | Italia  | 1:51,33 |
| 5    | Christof Innerhofer | Italia  | 1:51,36 |
| 6    | Michele Gualazzi    | Italia  | 1:51,56 |
| 7    | Florian Eisath      | Italia  | 1:51,60 |
| 8    | Adam Peraudo        | Italia  | 1:51,68 |
| 9    | Alex Zingerle       | Italia  | 1:51,76 |
| 10   | Andrea Ballerin     | Italia  | 1:52,08 |

Data: 20 marzo 2013

Località: Pozza di Fassa

1ª manche:

Ore: 

Pista: 

Partenza: 1 620 m s.l.m.

Arrivo: 1 340 m s.l.m.

Dislivello: 280 m

Tracciatore: Devid Salvadori

2ª manche:

Ore: 

Pista: 

Partenza: 1 620 m s.l.m.

Arrivo: 1 340 m s.l.m.

Dislivello: 280 m

Tracciatore: Alexander Prosch

#### Slalom speciale
| Pos. | Atleta           | Nazione  | Tempo   |
| ---- | ---------------- | -------- | ------- |
| 1    | Manfred Mölgg    | Italia   | 1:47,25 |
| 2    | Cristian Deville | Italia   | 1:48,04 |
| 3    | Giordano Ronci   | Italia   | 1:48,09 |
| 4    | Akira Sasaki     | Giappone | 1:48,42 |
| 5    | Stefano Gross    | Italia   | 1:48,59 |
| 6    | Dalibor Šamšal   | Croazia  | 1:49,69 |
| 7    | Nicola Rota      | Italia   | 1:49,95 |
| 8    | Davide Da Villa  | Italia   | 1:50,47 |
| 9    | Andrea Ballerin  | Italia   | 1:50,61 |
| 10   | Adam Peraudo     | Italia   | 1:50,94 |

Data: 30 dicembre 2012

Località: Pozza di Fassa

1ª manche:

Ore: 

Pista: 

Partenza: 

Arrivo: 

Dislivello: 

Tracciatore:

2ª manche:

Ore: 

Pista: 

Partenza: 

Arrivo: 

Dislivello: 

Tracciatore:

### Donne

#### Discesa libera
| Pos. | Atleta                | Nazione  | Tempo   |
| ---- | --------------------- | -------- | ------- |
| 1    | Priska Nufer          | Svizzera | 1:16,91 |
| 2    | Daniela Merighetti    | Italia   | 1:16,99 |
| 3    | Francesca Marsaglia   | Italia   | 1:17,71 |
| 4    | Camilla Borsotti      | Italia   | 1:17,84 |
| 5    | Elena Fanchini        | Italia   | 1:17,92 |
| 6    | Lisa Magdalena Agerer | Italia   | 1:17,99 |
| 7    | Verena Stuffer        | Italia   | 1:18,53 |
| 8    | Ida Giardini          | Italia   | 1:18,77 |
| 9    | Marta Bassino         | Italia   | 1:18,80 |
| 10   | Andrea Thürler        | Svizzera | 1:19,00 |

Data: 3 aprile 2013

Località: Passo San Pellegrino

Ore: 

Pista: 

Partenza: 

Arrivo: 

Dislivello: 

Tracciatore:

#### Supergigante
| Pos. | Atleta                | Nazione  | Tempo   |
| ---- | --------------------- | -------- | ------- |
| 1    | Verena Stuffer        | Italia   | 1:21,04 |
| 2    | Camilla Borsotti      | Italia   | 1:21,84 |
| 3    | Lisa Magdalena Agerer | Italia   | 1:22,08 |
| 4    | Priska Nufer          | Svizzera | 1:22,83 |
| 5    | Elena Curtoni         | Italia   | 1:23,19 |
| 6    | Anna Hofer            | Italia   | 1:23,22 |
| 7    | Ida Giardini          | Italia   | 1:23,29 |
| 8    | Daniela Merighetti    | Italia   | 1:23,79 |
| 9    | Francesca Marsaglia   | Italia   | 1:23,88 |
| 10   | Federica Sosio        | Italia   | 1:24,02 |

Data: 5 aprile 2013

Località: Passo San Pellegrino

Ore: 

Pista: 

Partenza: 

Arrivo: 

Dislivello: 

Tracciatore:

#### Slalom gigante
| Pos. | Atleta                | Nazione    | Tempo   |
| ---- | --------------------- | ---------- | ------- |
| 1    | Elena Curtoni         | Italia     | 1:56,97 |
| 2    | Francesca Marsaglia   | Italia     | 1:57,16 |
| 3    | Anna Hofer            | Italia     | 1:57,38 |
| 4    | Veronika Zuzulová     | Slovacchia | 1:57,39 |
| 5    | Karoline Pichler      | Italia     | 1:57,60 |
| 6    | Nicole Agnelli        | Italia     | 1:57,74 |
| 7    | Michela Azzola        | Italia     | 1:58,01 |
| 8    | Ida Giardini          | Italia     | 1:58,48 |
| 9    | Lisa Magdalena Agerer | Italia     | 1:58,77 |
| 10   | Marta Benzoni         | Italia     | 1:58,86 |

Data: 20 marzo 2013

Località: Pozza di Fassa

1ª manche:

Ore: 

Pista: 

Partenza: 1 620 m s.l.m.

Arrivo: 1 340 m s.l.m.

Dislivello: 280 m

Tracciatore: Stefano Costazza

2ª manche:

Ore: 

Pista: 

Partenza: 1 620 m s.l.m.

Arrivo: 1 340 m s.l.m.

Dislivello: 280 m

Tracciatore: Heini Pfitscher

#### Slalom speciale
| Pos. | Atleta           | Nazione       | Tempo   |
| ---- | ---------------- | ------------- | ------- |
| 1    | Irene Curtoni    | Italia        | 1:47,81 |
| 2    | Nicole Gius      | Italia        | 1:48,79 |
| 3    | Michela Azzola   | Italia        | 1:49,20 |
| 4    | Elena Curtoni    | Italia        | 1:49,97 |
| 5    | Sarah Pardeller  | Italia        | 1:50,29 |
| 6    | Camilla Borsotti | Italia        | 1:50,49 |
| 7    | Marine Oberson   | Svizzera      | 1:50,63 |
| 8    | Marta Benzoni    | Italia        | 1:50,87 |
| 9    | Michela Borgis   | Italia        | 1:51,27 |
| 10   | Marina Nigg      | Liechtenstein | 1:51,82 |

Data: 30 dicembre 2012

Località: Pozza di Fassa

1ª manche:

Ore: 

Pista: 

Partenza: 

Arrivo: 

Dislivello: 

Tracciatore:

2ª manche:

Ore: 

Pista: 

Partenza: 

Arrivo: 

Dislivello: 

Tracciatore: